# Torre del Pinet (Santa Pola)
La Torre del Pinet és un edifici històric de la localitat de Santa Pola (Baix Vinalopó, País Valencià). S'ubica a les salines del Pinet, en la pedania de la Marina, davant mateix de la Mediterrània. Té categoria de Bé d'Interés Cultural amb el codi 03.33.121-013.
Es tracta d'una torre de guaita defensiva ubicada molt pròxima a la vora de la mar, en un espai en el que s'ubiquen alguns habitatges però sense formar un nucli urbà. Actualment només en resta el basament, amb dos metres d'alçada sobre l'arena. S'intueix la planta quadrada de mamposteria de huit metres de costat. També s'aprecia el recinte interior.